# Carlos León Alvarado
Carlos León Alvarado (Coquimbo, 2 de junio de 1916-Valparaíso, 19 de septiembre de 1988) fue un novelista, cronista y abogado chileno, miembro de la Academia Chilena de la Lengua.

## Biografía
León Alvarado nació en Coquimbo, pero gran parte de su vida la pasó en el barrio de Playa Ancha, en Valparaíso.
Sus estudios básicos los cumplió primero en Ovalle, posteriormente en la Escuela del Carmen de Santiago y luego en la escuela Anexa de Iquique. La enseñanza complementaria la continuó, en parte, en el Liceo Eduardo de la Barra de Valparaíso donde llegó para realizar la secundaria en 1932 y la concluyó en Valdivia. 
En 1935 obtiene su título de Bachiller en el Liceo de Concepción. Más tarde, realizó sus estudios de derecho en el Curso Fiscal de Leyes de Valparaíso, obteniendo el título de abogado finalmente, en la Universidad de Chile sede Valparaíso (actual Universidad de Valparaíso). 
Se desempeñó, durante casi treinta años como profesor de Filosofía del Derecho en la Universidad de Chile en Valparaíso, actual Universidad de Valparaíso. 
El Departamento del Área de Humanidades del Instituto Pedagógico de la Universidad de Chile de Valparaíso le rindió un homenaje el 19 de octubre de 1972 por su obra relacionada con esa ciudad. En 1979, obtiene el Premio regional de Literatura. En 1980 fue nombrado miembro de la Academia Chilena de la Lengua. Ese mismo año recibió el Premio Joaquín Edwards Bello. 
Carlos León residió en Valparaíso la mayor parte de su vida y por eso se le considera un escritor típicamente porteño. Ya en los años cuarenta fija su residencia en el barrio de Playa Ancha, primero en la calle Quebrada Verde y posteriormente en la calle General del Canto, frente al antiguo hospital naval Almirante Neff. El escritor Manuel Rojas, lo apodó el hombre de Playa Ancha. lo que motivó al propio León a escribir una crónica costumbrista con el mismo nombre.